# Сухолиманський білий

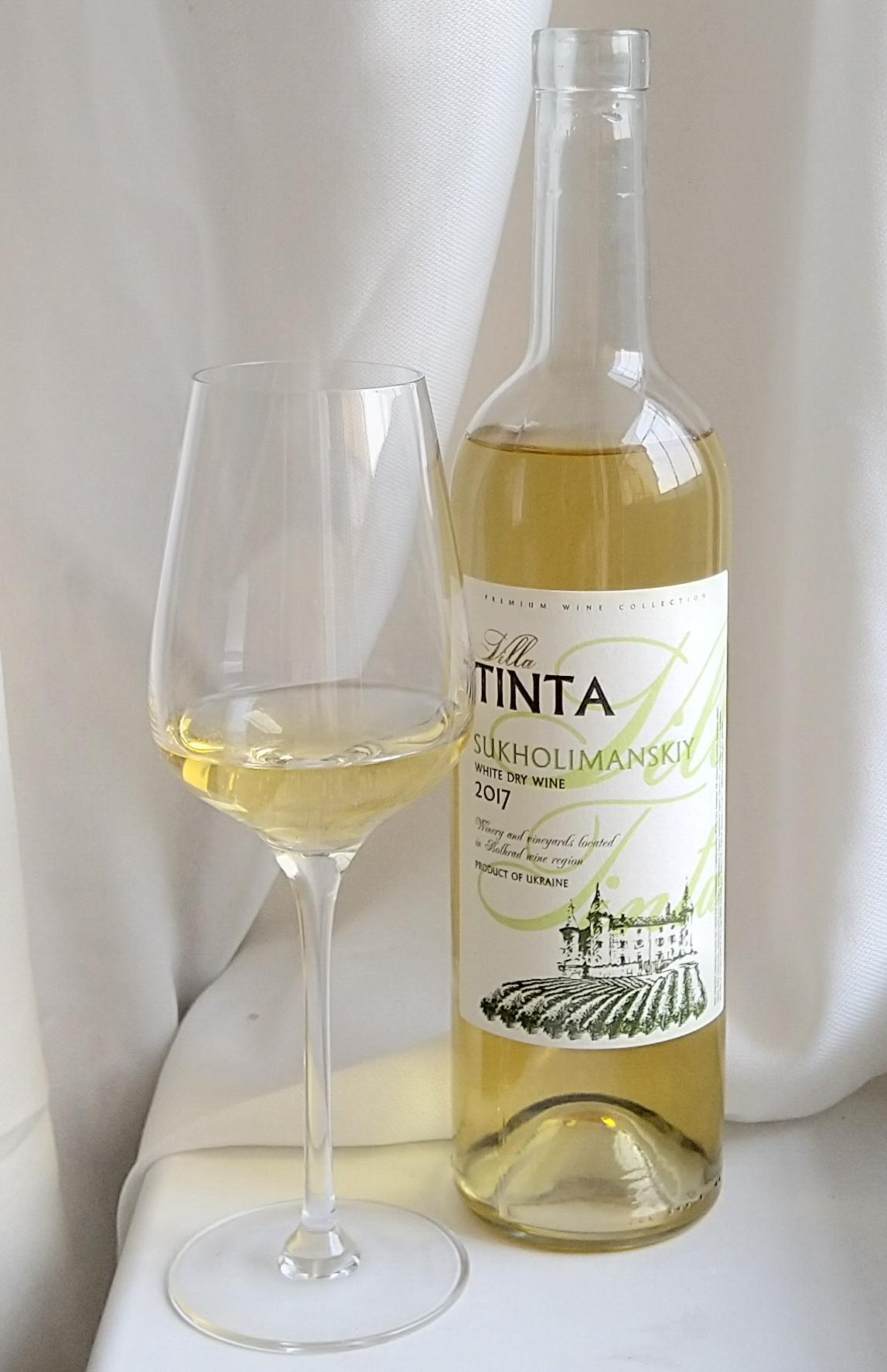
Сухе вино з сорту сухолиманський білий

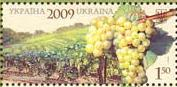
Марка Укрпошти «Сухолиманський білий» із серії «Виноробство в Україні» (2009)

Сухолиманський білий (англ. Sukholymans'kyi bilyi) — український універсальний сорт білого винограду.

## Історія
Сорт був створений шляхом схрещування сортів шардоне та плавай у національному науковому центрі «Інститут виноградарства і виноробства ім. В. Є. Таїрова». Рік реєстрації нового сорту — 1969.

## Розповсюдження
Сорт у промислових масштабах вирощується в Одеській області (близько 3,5 тис. гектарів).

## Характеристика сорту
Коронка і перші два листа молодого пагона з густим опушенням. Молоде листя світло-зелене з лимонно-жовтим відтінком і рожевими плямами, знизу вкриті густим опушением. Лист великий, округлий, трилопатевий, майже цільний, воронкоподібно вигнутий, з загнутими вниз краями, з грубосітчасто-зморшкуватою або дрібнопузирчастою поверхнею. Черешкова виїмка закрита, з вузькоеліптичним просвітом, іноді відкрита. Зубці на кінцях лопатей трикутні, з широкою основою. Опушення нижньої поверхні виноградного листа павутинисто-щетинисте. Квітка двостатева. Гроно середньої величини (довжиною 14-18, шириною 9-10 см), циліндрична або циліндро-конічна, часто з «крилом», досить щільна або средньопухка. Ніжка грона середньої довжини — до 5 см. Середня маса грона 140 г. Ягода середньої величини (діаметром 14-15 мм), кругла, зеленувато-жовта, покрита слабким шаром кутину. Шкірочка тонка, міцна. М'якуш соковитий. Смак гармонійний, з оригінальним сортовим ароматом. Середня маса 100 ягід 160—190 г. В ягоді 2-3 насінини.

### Провідні ознаки сорту винограду Сухолиманський білий
Сильнорослі кущі, грубозморшкувате, воронкоподібне листя. Циліндричні, нерідко з «крилом» грона. Світло-зелені округлі ягоди. Саджанці сильнорослі, з прямостоячими пагонами і майже цілісним листям. Осіннє забарвлення листя жовте.

### Вегетаційний період
Від розпускання бруньок до знімної зрілості ягід винограду проходить 145—150 днів при сумі активних температур 2800—2960 °C. В умовах Одеси дозрівання ягід наступає в кінці другої — на початку третьої декади вересня. Кущі сильнорослі. Однорічні пагони визрівають добре (85 %). Урожайність висока і стійка. Плодоносних пагонів 65-75 %. Середня кількість грон на розвиненому пагоні — 1,2, на плодоносному — 1,5-1,8. Урожайність 105—135 ц/га. Сорт досить нестійкий до хвороб і уражається сірою гниллю, мілдью, оїдіумом. Пошкоджується філоксерою. Сорт належить до порівняно зимостійких, тобто його можна культивувати без укриття кущів на зиму до ізолінії середнього з абсолютних мінімумів температури повітря мінус 19 °C. Він здатний формувати плодоносні пагони з бруньок заміщення, тому при загибелі центральних бруньок від несприятливих умов може дати до 40-45 % нормального врожаю.

### Особливості агротехніки
В основних виноградарських районах Одеської області сорт культивується без укриття на зиму. Формування кущів — низько-штамбове, багато-рукавне, віялоподібне. При обрізанні залишають 35-40 вічок або 30-35 пагонів на кущ в поєднанні з довжиною обрізки плодових стрілок на 8-10 вічок.

### Технологічна характеристика
Склад грона,%: сік — 81, гребені, шкірка, щільні частини м'якоті і насіння-19. Цукристість при зборі врожаю 18-19,7 г/100 мл, кислотність 8,5 — 9 г/л.

## Характеристика вина
З сухолиманського білого виготовляють сортові та купажні сухі вина. Також може використовуватись для виробництва виноматеріалів для виробництва ігристих вин. Сортове сухе вино має солом'яний колір, квітковий аромат та свіжий, фруктовий смак.